# Clorură de titan (II)
Clorura de titan (II) este o sare a titanului cu acidului clorhidric cu formula chimică TiCl2.